# Мернофера Аїб
Мерноферра Аїб — давньоєгипетський фараон з XIII династії

## Життєпис
Зійшов на престол завдяки одруженню з принцесою Гонзу, дочкою Себекхотепа IV і Нубхас. Про його досить тривале правління майже нічого не відомо, за винятком численних, одноманітних скарабеїв. Пірамідіон з його іменем може вказувати на те, що він збудував собі піраміду. Після його смерті розпочався розпад Єгипту.